# Kuhbonan (Verwaltungsbezirk)
Kuhbonan (persisch شهرستان کوهبنان) ist ein Schahrestan in der Provinz Kerman im Iran. Er enthält die Stadt Kuhbonan, welche die Hauptstadt des Verwaltungsbezirks ist. 

## Demografie
Bei der Volkszählung 2016 betrug die Einwohnerzahl des Schahrestan 21.205. Die Alphabetisierung lag bei 90 Prozent der Bevölkerung. Knapp 72 Prozent der Bevölkerung lebten in urbanen Regionen.
| Zensusjahr | Einwohnerzahl |
| ---------- | ------------- |
| 2011       | 21.721        |
| 2016       | 21.205        |